# Vidua maryae
Il combassù o combassou dell'altopiano di Jos, noto anche come vedova dell'altopiano di Jos (Vidua maryae Payne, 1982), è un uccello passeriforme della famiglia Viduidae.

## Etimologia
Il nome scientifico della specie, maryae, venne scelto in omaggio a Mary Eleanor Gartshore, zoologa canadese attiva in Nigeria a cavallo fra gli anni '70 e gli anni '80: il suo nome comune è invece un chiaro riferimento all'areale di distribuzione.

## Descrizione

### Dimensioni
Misura 10–11 cm di lunghezza, per 12-14,5 g di peso.

### Aspetto
Si tratta di uccelli dall'aspetto slanciato, muniti di testa arrotondata, becco forte e conico, ali appuntite e coda dalla punta squadrata: nel complesso, il combassù della Nigeria è molto simile al combassù del Senegal.
La specie presenta dicromatismo sessuale, particolarmente evidente durante il periodo degli amori: nei maschi, la livrea è completamente nera, con ali e coda di colore bruno, una macchia bianca sotto l'ala (visibile solo quando l'animale dispiega le ali) e riflessi metallici verdi su area dorsale e ventrale.

Le femmine, invece, presentano piumaggio tendente al bruno dorsalmente (con ali e coda più scure) e al grigio-biancastro ventralmente, con testa munita di fronte, vertice, nuca e di una banda che va dalla tempia al lato del collo di colore bruno scuro e di sopracciglio bianco-grigiastro.

In ambedue i sessi il becco è di colore bianco-grigiastro, gli occhi sono di color bruno scuro e le zampe sono di color carnicino.

## Biologia
La specie è essenzialmente diurna: questi uccelli tendono, all'infuori del periodo degli amori (quando i maschi divengono territoriali) ad aggregarsi a stormi misti di estrildidi e ploceidi, muovendosi assieme ad essi alla ricerca di cibo ed acqua e condividendo con essi i posatoi per la notte al riparo nel folto della vegetazione.

### Alimentazione
Si tratta di uccelli granivori: la loro dieta è composta in massima parte da semi di piante erbacee rinvenuti in genere al suolo, ma comprende anche in misura minore altri alimenti sia di origine vegetale (piccole bacche e frutti, germogli e foglioline tenere) che animale (insetti ed altri piccoli invertebrati).

### Riproduzione
La stagione riproduttiva coincide con la fase finale della stagione delle piogge e con quella delle specie bersaglio, estendendosi da settembre a dicembre: questi combassù mostrano parassitismo di cova nei confronti di un'altra specie endemica, l'amaranto di roccia.
I maschi corteggiano le femmine cantando da posatoi in evidenza, arruffando le penne, saltellando e scacciando eventuali intrusi: dopo l'accoppiamento, esse depongono di nascosto all'interno dei nidi delle specie parassitate 2-4 uova, per poi allontanarsi.

I pulli schiudono dopo circa due settimane dalla deposizione: essi nascono ciechi ed implumi, e presentano caruncole ai lati della bocca e disegno golare identici a quelli della specie parassitata, risultando quindi da essi indistinguibili. I pulli coabitano coi loro fratellastri, seguendo il loro ciclo di crescita (involo a tre settimane dalla schiusa, indipendenza a un mese e mezzo di vita) e spesso condividendo con la propria famiglia adottiva anche lo stormo di appartenenza.

## Distribuzione e habitat
Come intuibile dal nome comune, la specie è endemica dell'altopiano di Jos, in Nigeria centrale: ne è stata inoltre attestata la presenza anche ad ovest di Garoua, in Camerun nord-occidentale.
L'habitat di questi uccelli è rappresentato dalle aree rocciose semiaride con presenza di cespugli e zolle erbose, attorno agli 800–1000 m di quota.